# Tröbitz
Tröbitz es un municipio del distrito de Elba-Elster, en Brandeburgo (Alemania). Pertenece al Amt (Unión de municipios) de Elsterland.
- Datos: Q528883
- Multimedia: Tröbitz / Q528883

1. ↑  Worldpostalcodes.org, código postal n.º 03253.